# Гелецуй
Гелецуй (рум. Gălățui) — село у повіті Келераш в Румунії. Входить до складу комуни Александру-Одобеску.
Село розташоване на відстані 83 км на схід від Бухареста, 18 км на північний захід від Келераші, 121 км на захід від Констанци, 147 км на південний захід від Галаца.

## Населення
За даними перепису населення 2002 року у селі проживала 431 особа.
Національний склад населення села:
| Національність | Кількість осіб | Відсоток |
| -------------- | -------------- | -------- |
| румуни         | 425            | 98,6%    |
| цигани         | 5              | 1,2%     |

Рідною мовою назвали:
| Мова      | Кількість осіб | Відсоток |
| --------- | -------------- | -------- |
| румунська | 426            | 98,8%    |
| циганська | 5              | 1,2%     |